# Học viện Cán bộ Thành phố Hồ Chí Minh
Học viện Cán bộ Thành phố Hồ Chí Minh (tiếng Anh: Ho Chi Minh Cadre Academy, viết tắt: HCA) là trường chính trị mức độ 1 và cơ sở giáo dục công lập bậc đại học đào tạo về lý luận và chính trị trực thuộc Thành ủy và Ủy ban nhân dân Thành phố Hồ Chí Minh; chịu sự quản lý nhà nước của Bộ Giáo dục và Đào tạo về giáo dục. Trường có trụ sở chính tại số 324 đường Chu Văn An, phường 12, quận Bình Thạnh, Thành phố Hồ Chí Minh.

## Lịch sử
Học viện Cán bộ Thành phố Hồ Chí Minh thành lập theo quyết định số 1878/QĐ–TTg do Phó Thủ tướng Vũ Đức Đam ký ngày 15/10/2014 trên cơ sở nâng cấp Trường Cán bộ Thành phố Hồ Chí Minh. Trường Cán bộ Thành phố Hồ Chí Minh thành lập theo quyết định số 5509/QĐ–UB–NC ngày 19/10/1998 của Ủy ban nhân dân Thành phố Hồ Chí Minh trên cơ sở sáp nhập Trường Chính trị Nguyễn Văn Cừ và Trường Hành chính Thành phố, nếu tính từ tháng 12 năm 1996 là sự sáp nhập của 4 trường:
- Trường Đảng Nguyễn Văn Cừ.
- Trường Hành chính Thành phố.
- Trường Đào tạo tại chức.
- Trung tâm Giáo dục Chính trị.

## Đào tạo
Học viện Cán bộ Thành phố Hồ Chí Minh là trường chính trị cấp tỉnh đầu tiên và duy nhất trên cả nước được đào tạo sinh viên bậc đại học, tại chức và sau đại học. Hiện đang đào tạo 5 ngành đại học thuộc lĩnh vực chính trị bao gồm:
- Luật.
- Quản lý nhà nước.
- Xây dựng Đảng và chính quyền nhà nước.
- Chính trị học.
- Công tác xã hội.

Đồng thời trường còn thực hiện chức năng của một trường chính trị là đào tạo cao cấp, trung cấp lý luận chính trị cho cán bộ lãnh đạo chủ chốt, công chức nhà nước.

## Thành tích
- Huân chương Độc lập hạng Nhì[5]
- Huân chương Độc lập hạng Ba
- Huân chương Lao động hạng Nhì (năm 2000).[6]
- Huân chương Lao động hạng Nhất (năm 2003).
- Trường chính trị phía Nam đầu tiên và duy nhất đạt chuẩn mức độ 1.[7][8]